# Henry W. Prescott

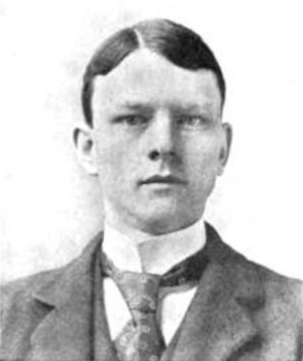

Henry W. Prescott (* 30. Juli 1874 in Boston; † 8. Juni 1943 in Berkeley) war ein US-amerikanischer klassischer Philologe, der von 1909 bis 1940 als Professor an der Universität von Chicago wirkte.

## Leben
Henry Washington Prescott studierte an der Harvard University, wo er 1895 den Bachelor-Grad und 1896 den Master-Grad erlangte. Ab 1898 arbeitete er als Dozent für Latein, von 1898 bis 1899 am Trinity College in Hartford, danach in Harvard. Hier verfasste er seine Dissertation De Daphnide Commentatio, mit der er 1901 promoviert wurde. Anschließend ging er als Dozent an die University of California in Berkeley, wo er zum Associate Professor of Comparative Philology aufstieg. Im Herbst 1909 wechselte er an die University of Chicago, wo er nach wenigen Jahren zum Full Professor of Classical Philology ernannt wurde. In Chicago blieb er bis zu seiner Emeritierung im Jahr 1940. Seine hiesige Lehrtätigkeit unterbrach er während dieser Zeit nur einmal: Im Wintersemester 1914/1915 gab er als Sather Professor an der Universität in Berkeley Lehrveranstaltungen über das griechische Epos. Von 1930 bis 1931 war er außerdem Präsident der American Philological Association. 1935 wurde er in die American Academy of Arts and Sciences gewählt.
Als Prescott 1940 in den Ruhestand trat, wurde er von der American School of Classical Studies in Rome zum Gastprofessor berufen, konnte die Stelle aber wegen des Zweiten Weltkriegs nicht antreten. Er ging stattdessen 1941 als Stipendiat der Andrew F. West Foundation an die Princeton University, wo er bis zu seinem Tod forschte.
Prescotts Forschungsschwerpunkte waren die Neue attische und römische Komödie, zu denen er zahlreiche Aufsätze  veröffentlichte, sowie die römische epische und lyrische Dichtung. Hier befasste er sich mit Horaz, Catull und besonders mit Vergil. Sein Buch The Development of Virgil’s Art (Chicago 1927; Nachdruck 1963) basierte auf den Arbeiten Richard Reitzensteins.